# James Nares (Komponist)

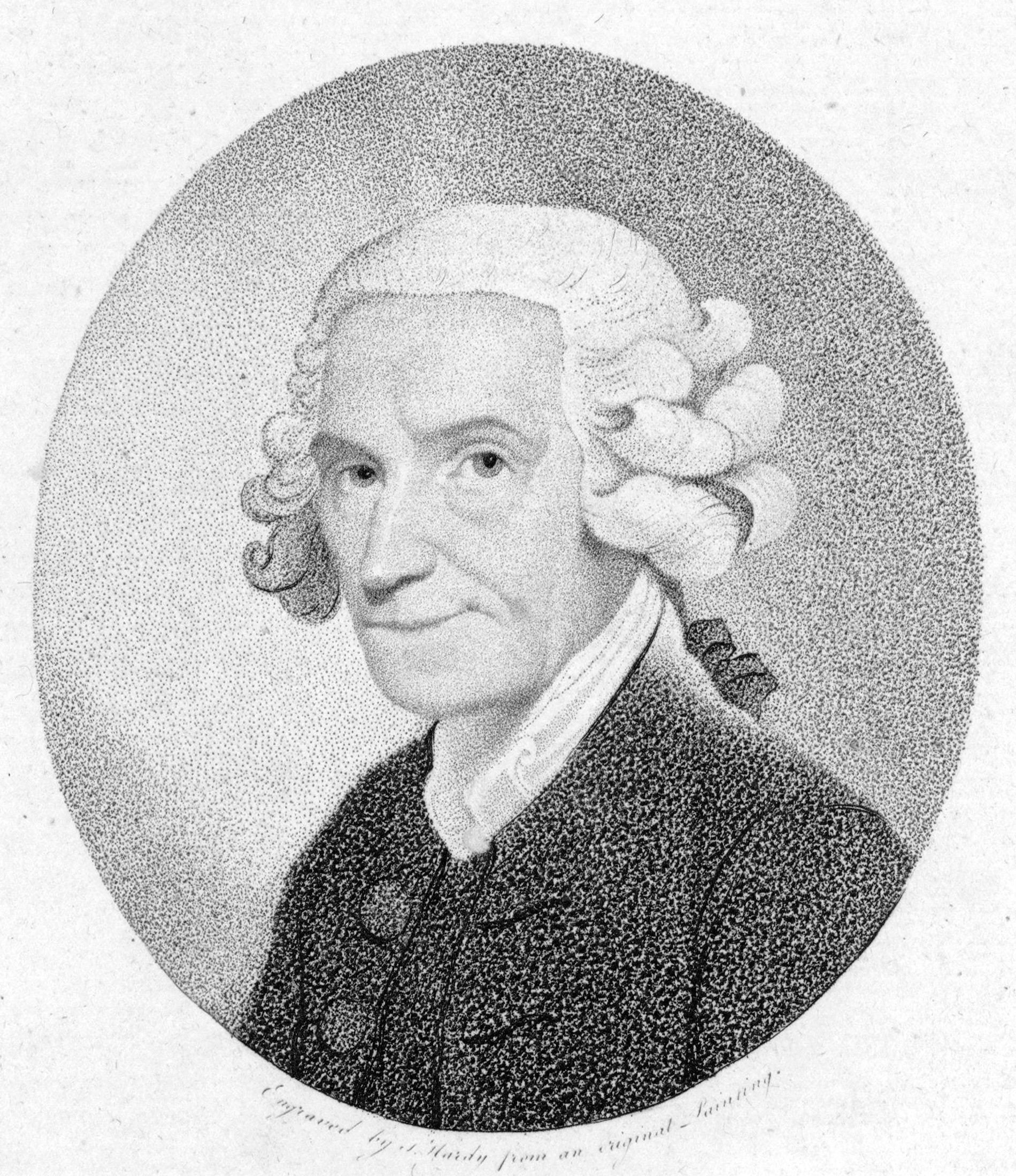
James Nares

James Nares (* 19. April 1715 in Stanwell / Middlesex; † 10. Februar 1783) war ein englischer Komponist, Organist und Musikpädagoge.

## Leben und Wirken
James Nares erhielt seine erste musikalische Ausbildung im Chor der Chapel Royal unter William Croft und Bernard Gates und studierte dann bei Johann Christoph Pepusch. Er wurde Hilfsorganist an der St George’s Chapel in Windsor Castle und 1735 Organist und Chorleiter am York Minster.
1756 wurde er als Nachfolger des verstorbenen Maurice Greene zum Organisten und Komponisten des Königs George III.  berufen. Im Folgejahr erhielt er von der Universität Cambridge den Doktorgrad für Musik. Im gleichen Jahr wurde er Master of Children der Chapel Royal und versah diese Stelle bis zu seinem Rücktritt aus gesundheitlichen Gründen 1780.
Neben Klavier- und Orgelmusik komponierte Nares weltliche und geistliche Chorwerke. Als einer der ersten Komponisten verfasste er systematische Lehrstücke für Tasteninstrumente nach der Art einer Klavierschule.  Zu seinen Schülern zählten u. a. George K. Jackson und William Beckford. Sein Sohn war der Philologe und Autor Robert Nares.

## Werke
- The Souls of the Righteous, 1734
- Set of eight harpsichord lessons, 1747
- Five harpsichord lessons, 1759
- Six Fugues for organ, 1772
- Three easy harpsichord lessons, 1778
- A Treatise on Singing, 1778
- Il Principio, or A regular Introduction to playing on the Harpsichord or Organ, 1778
- The Royal Pastoral, dramatische Ode, 1778
- Collection of Catches, Canons and Glees, 1778
- Six organ fugues, 1778
- Second Treatise on Singing, with a set of English duets, 1778
- Twenty Anthems, 1778
- A Morning and Evening Service and Six Anthems, 1788